# John Hanboys
John Hanboys, également John Hamboys et peut-être J. de Alto Bosco (fl. 1370), est un compositeur et théoricien de la musique anglais de l’époque médiévale, tenu en grande estime dans son pays bien que les détails de sa vie sont presque inconnus.

## Biographie
On sait très peu de choses de la vie de Hanboys. Il est peut-être originaire d'un des villages de Little ou Great Hautboys dans le comté du Norfolk. Dans l’attribution d’une version du traité Summa super musicam il est appelé doctoris musice reverendi. Il a été supposé que parce qu'il était appelé « révérend », il était peut-être moine ou frère, mais cela n’est pas certain. Les auteurs se réfèrent traditionnellement à la plus ancienne source bibliographique Illustrium maioris britanniae sciptorum de Jean Bale (1548) qui épelle son nom « Hamboys » et indique qu'il a reçu une éducation libérale dès son jeune âge mais s'est consacré principalement à l'étude de la musique. Qu’il est éloquent et accompli et qu’après avoir étudié plusieurs années dans l’« école de son pays », il reçoit le diplôme de docteur en musique. Il ajoute qu’ « il était l’homme le plus remarquable de son époque en Angleterre » et qu’il est venu au premier plan en 1470 durant le règne d’Édouard IV (r.1461-83). S'il a été titulaire d'un doctorat de musique, il s’agit probablement de l'un des premiers décernés à Oxford ou Cambridge, bien que l'affirmation commune dans la littérature ancienne que ce doctorat a été le premier décerné à Oxford n’est pas claire à partir des sources et Bale peut simplement avoir enrichi sa biographie du titre doctoris musice qui peut être compris comme « appris en musique ». Plus récemment Brian Trowell (en) a défendu l’idée qu’il peut être identifié à J. de Alto Bosco, titre latin d’un musicien mentionné dans le motet Sub Arturo plebs (en) qui date probablement d’un siècle plus tôt dans les années 1370. Il est possible que Bale n'a connu la Summa qu’à partir d'une édition ultérieure et ainsi a pu penser que la période d'attribution correspondait à celle-ci ou il peut l'avoir confondu avec le compositeur et théoricien John Hothby (d. 1487) du XVe siècle.

## Œuvre et influence
Selon Bale, Hanboys est habituellement identifié comme l’auteur d’un volume de musique (qui ne nous est pas parvenu) et, de façon plus assurée, d’un important traité musical Summa super musicam continuam et discretam, ouvrage théorétique sur la musique qui traite des origines de la notation musicale et de la notation mesurée du XIIIe siècle et propose plusieurs nouvelles méthodes d’inscription de la musique. Il discute des différences entre l'Ars antiqua et le développement des styles de musique ars nova et propose l'expansion du système mesuré à un total de huit signes.